# Antirrhinum braun-blanquetii
Antirrhinum braun-blanquetii (лат.) — вид травянистых растений семейства Подорожниковые (Plantaginaceae). Назван в честь швейцарского ботаника Жозиаса Браун-Бланке (1884—1980), который развил социологию растений в отдельную отрасль науки о растительности.

## Ботаническое описание
Многолетнее, травянистое растение с вертикальными, свободно ветвящимися стеблями высотой от 40 до 120 см. Растение в основном безволосое, только соцветия имеют железистые волоски. Листья обычно супротивные снизу и очерёдные сверху, длиной 25-60 мм и шириной 4-5 мм, линейно-продолговатые или овальные, заострённые спереди. Соцветия представляют собой колоски длиной от 5 до 20 см, состоящие из 5-20 цветков. Нижние прицветники напоминают облиственные листья, верхние короче — от 6 до 12 мм в длину, но все равно возвышаются над бутонами. Цветоножки от 3 до 6 (редко до 12) мм длиной. Чашечка длиной 7-10 мм, яйцевидно-ланцетная, заострённая. Венчик длиной от 30 до 40 мм, жёлтого цвета. Плоды — яйцевидные, железисто-волосистые коробочки длиной около 15 мм.
Число хромосом 2n = 16.

## Распространение
Изначально этот вид произрастал на северо-западе Испании и северо-востоке Португалии, где он растёт на известковых скалах и стенах. В дальнейшем он, по-видимому, распространился по всей Европе.